# ورم برولاكتيني كبير
ورم برولاكتيني كبير هو شكل غير نشط من الناحية الفسيولوجية من البرولاكتين يوجد في نسبة صغيرة من الناس. في الواقع، يرتبط البرولاكتين بـغلوبيولين مناعي ج.
يشير ورم برولاكتيني كبير، المعروف أيضًا باسم "البرولاكتين الكبير الكبير"، إلى وجود فرط برولاكتين الدم الملحوظ المرتبط بدليل على وجود مركبات البرولاكتين-غلوبيولين مناعي ج (نموذجي غلوبيولين مناعي ج4) التي تظهر وزن جزيئي يبلغ حوالي 150 كيلو دالتون (أي بزيادة 6-7 أضعاف أن الجزيء الأصلي) أو، في كثير من الأحيان، التجميع البوليمري لمونومرات البرولاكتين عالية الغليكوزيلات أو معقدات البرولاكتين- غلوبيولين مناعي آي (أي ماكروبروولاكتين غير غلوبيولين مناعي ج)
في المرضى الذين يعانون من فرط برولاكتين الدم، يشتمل نمط المصل من أشكال البرولاكتين الإسوية عادةً على 60%-90% برولاكتين أحادي، 15%-30% برولاكتين كبير و0%-10% برولاكتين كبير
ومن ثم تُعرَّف حالة الكبرولاكتين في الدم على أنها غلبة (أي> 30%-60%) لأشكال البرولاكتين الإسوية المنتشرة ذات الوزن الجزيئي> 100 كيلو دالتون
يعد ورم برولاكتيني كبير مهمًا، حيث أن بعض الإختبارات المعملية ستكتشفه على أنه برولاكتين، مما يؤدي إلى نتيجة إرتفاع البرولاكتين بشكل خاطئ. هذا يمكن أن يؤدي إلى تشخيص خاطئ لفرط برولاكتين الدم لدى بعض الناس، وخاصة أولئك الذين يعانون من أعراض أخرى، مثل العقم أو مشاكل الدورة الشهرية.
هناك مواد كيميائية معينة، مثل البولي إيثيلين جلايكول، يمكن إضافتها لإزالة الماكروبرولاكتين من عينة مشبوهة. يمكن بعد ذلك إعادة تحليل العينة لمعرفة ما إذا كانت مستويات البرولاكتين لا تزال مرتفعة. الإختبار المعياري الذهبي لتشخيص ماكروبروولاكتين هو كروماتوغرافيا الترشيح الهلامي.

## أدب
- Sadideen H، Swaminathan R. (2006): "ورم برولاكتيني كبير: ما هو وما أهميته؟" Int J Clin Pract. 60 (4): 457-61.